# Гипотеза о защищённости хронологии
Гипотеза о защищённости хронологии — гипотеза, согласно которой законы физики таковы, чтобы предотвратить путешествие во времени на всех масштабах, кроме субмикроскопических. Допустимость перемещения во времени математически представляется наличием замкнутых времениподобных кривых в некоторых точных решениях общей теории относительности. Гипотезу о защите хронологии следует отличать от гипотезы космической цензуры, согласно которой каждая замкнутая времениподобная кривая проходит через горизонт событий, который может помешать наблюдателю обнаружить причинное нарушение (также известное как нарушение хронологии).
Впервые предложена Стивеном Хокингом в 1992 году.